# Club Baloncesto Estudiantes 2003-2004
Questa voce raccoglie le informazioni riguardanti il Club Baloncesto Estudiantes nelle competizioni ufficiali della stagione 2003-2004.

## Stagione
La stagione 2003-2004 del Club Baloncesto Estudiantes è la 48ª nel massimo campionato spagnolo di pallacanestro, la Liga ACB.

## Roster
Aggiornato al 10 novembre 2021.
| Adecco Estudinates 2003-04 | Adecco Estudinates 2003-04 |
| Giocatori                  | Staff tecnico              |
| -------------------------- | -------------------------- |

| N. | Naz.                                               | Ruolo | Nome              | Anno | Alt.   | Peso   |  |
| -- | -------------------------------------------------- | ----- | ----------------- | ---- | ------ | ------ |  |
| 6  | Stati Uniti (bandiera)                             | P     | Corey Brewer      | 1975 | 184 cm | 83 kg  |  |
| 7  | Serbia e Montenegro (bandiera) · Spagna (bandiera) | G     | Nikola Lončar     | 1972 | 198 cm | 78 kg  |  |
| 8  | Spagna (bandiera)                                  | AP    | Andrés Miso       | 1983 | 198 cm | 88 kg  |  |
| 9  | Spagna (bandiera)                                  | AC    | Felipe Reyes      | 1980 | 203 cm | 104 kg |  |
| 10 | Spagna (bandiera)                                  | A     | Carlos Jiménez    | 1976 | 204 cm | 100 kg |  |
| 12 | Spagna (bandiera)                                  | C     | Rafael Vidaurreta | 1977 | 206 cm | 117 kg |  |
| 13 | Spagna (bandiera)                                  | P     | Nacho Azofra (C)  | 1969 | 185 cm | 83 kg  |  |
| 14 | Argentina (bandiera) · Italia (bandiera)           | AP    | Hernán Jasen      | 1978 | 199 cm | 97 kg  |  |
| 15 | Spagna (bandiera)                                  | AG    | Iker Iturbe       | 1976 | 198 cm | 101 kg |  |
| 15 | Spagna (bandiera)                                  | C     | Eduardo Ruiz      | 1983 | 205 cm |        |  |
| 16 | Spagna (bandiera)                                  | AC    | Jan Martín        | 1984 | 202 cm | 98 kg  |  |
| 17 | Spagna (bandiera)                                  | AG    | Adrián García     | 1985 | 200 cm |        |  |
| 17 | Spagna (bandiera)                                  | AP    | Mario Lapiedra    | 1984 | 197 cm |        |  |
| 18 | Spagna (bandiera)                                  | P     | Sergio Rodríguez  | 1986 | 190 cm | 78 kg  |  |
| 21 | Stati Uniti (bandiera)                             | AC    | Andrae Patterson  | 1975 | 206 cm | 108 kg |  |
| 44 | Stati Uniti (bandiera)                             | C     | Kebu Stewart      | 1973 | 203 cm | 108 kg |  |
| -  | Spagna (bandiera)                                  | C     | Josep Mestres     | 1985 | 208 cm |        |  |

| Allenatore                                                                    |
| - Pepu Hernández                                                              |
| Assistente/i                                                                  |
| - Javier Carlos González Legenda - (C) Capitano - (IN) Inattivo - Infortunato |

## Mercato

### Sessione estiva
| Acquisti | Acquisti         | Acquisti   | Acquisti   | Acquisti |
| R.a      | Nome             | da         | Modalità   |          |
| -------- | ---------------- | ---------- | ---------- | -------- |
| C        | Josep Mestres    | Barcellona | definitivo |          |
| AC       | Andrae Patterson | Manresa    | definitivo |          |

| Cessioni | Cessioni       | Cessioni | Cessioni      | Cessioni |
| R.       | Nome           | a        | Modalità      |          |
| -------- | -------------- | -------- | ------------- | -------- |
| AC       | Adam Keefe     |          | ritirato      |          |
| C        | Germán Gabriel | Málaga   | fine prestito |          |

### Dopo l'inizio della stagione
| Acquisti | Acquisti     | Acquisti | Acquisti      | Acquisti   |
| R.       | Nome         | da       | Data          | Modalità   |
| -------- | ------------ | -------- | ------------- | ---------- |
| C        | Kebu Stewart | Sopot    | novembre 2003 | definitivo |

| Cessioni | Cessioni     | Cessioni  | Cessioni      | Cessioni       |
| R.       | Nome         | a         | Data          | Modalità       |
| -------- | ------------ | --------- | ------------- | -------------- |
| C        | Kebu Stewart | Vojvodina | dicembre 2003 | fine contratto |